# Kondoma
Kondoma (rusky Кондома) je řeka v Kemerovské oblasti v Rusku. Je 392 km dlouhá. Povodí má rozlohu 8 270 km².

## Průběh toku
Pramení na horském hřbetě Bijskaja Griva. Na dolním toku teče přes Kuzněckou kotlinu. Ústí zleva do Tomi (povodí Obu) na 585 říčním kilometru.

## Vodní režim
Zdrojem vody jsou převážně sněhové srážky. Průměrný roční průtok vody ve vzdálenosti 73 km od ústí činí 130 m³/s. Zamrzá na konci října až v listopadu a rozmrzá na konci dubna až v květnu.

## Využití
Je splavná pro vodáky. Na řece leží města Taštagol, Kaltan, Osinniki a v ústí Novokuzněck.